# Concassé
Il concassé (o concasse) è una tecnica culinaria utilizzata per certe verdure (in particolare il pomodoro) che consiste nello scottare rapidamente in acqua bollente il vegetale dopo aver inciso una X sul fondo con un coltello, per poi poterlo pelare, eliminando in questo modo facilmente la buccia e quindi ridurre in piccoli pezzi.
In lingua francese, il termine concassé significa: tagliato finemente (di solito a cubetti).